# Sam Underhill
Pour les articles homonymes, voir Underhill (homonymie).

a Compétitions nationales et continentales officielles uniquement.

b Matchs officiels uniquement.
Dernière mise à jour le 26 octobre 2019.
Sam Underhill, né le 22 juillet 1996 à Dayton (États-Unis), est un joueur international anglais de rugby à XV, jouant au poste de troisième ligne aile dans le club de Bath.

## Biographie

### Carrière en club
À tout juste dix-sept ans, le 1er février 2014, Sam Underhill fait ses débuts professionnels avec le club de Gloucester lors d'une rencontre de coupe anglo-galloise, face aux Wasps, avant de jouer son premier match de Premiership lors de la fin de saison suivante.
Lors des saisons 2015-2016 et 2016-2017, il évolue aux Ospreys au pays de Galles.
Le 11 janvier 2017, son transfert vers le club anglais de Bath à partir de la saison 2017-2018 est confirmé. 
Durant la saison 2023-2024, il est titulaire lors de la finale de Premiership perdue 25 à 21 contre les Northampton Saints,. 

### Carrière en équipe nationale
Ses bonnes performances avec l'équipe des Ospreys lui valent une convocation pour la tournée d'été de l'équipe d'Angleterre en 2017. Il y portera pour la première fois le maillot du XV de la Rose contre l'Argentine, le 17 juin 2017.
L'année suivante, Sam Underhill dispute son premier Tournoi des Six Nations. Il y jouera trois matchs, tous en tant que remplaçant.
Il fait partie en 2019 des joueurs sélectionnés pour disputer la Coupe du monde au Japon. Le 22 septembre, il y joue son premier match lors de l'entrée en lice de l'Angleterre dans la compétition, contre les Tonga.
Il remporte le Tournoi des Six Nations en 2020.
Fin juin 2023, il est sélectionné avec le XV de la Rose par Steve Borthwick dans un groupe de 41 joueurs pour les matchs de préparation à la Coupe du monde 2023,.
Il est ensuite sélectionné pour le Tournoi des Six Nations 2024.

## Palmarès

### En club
- Bath Rugby
  - Finaliste du Championnat d'Angleterre en 2024.
  - Vainqueur de la Challenge Cup en 2025.
  - Vainqueur du Championnat d'Angleterre en 2025.

### En équipe nationale
- Angleterre
  - Finaliste de la Coupe du monde en 2019.
  - Vainqueur du Tournoi des Six Nations en 2020.
  - Vainqueur de la Triple Couronne en 2020.
  - Vainqueur de la Coupe d'automne des nations en 2020.
  - Troisième de la Coupe du monde en 2023.